# Abbaye de Saint-Seine
L'abbaye de Saint-Seine est une ancienne abbaye de moines bénédictins. Ce monastère bourguignon, sis à Saint-Seine-l'Abbaye (Côte-d'Or), a connu une importance durant le Moyen Âge.

## Histoire

### Moyen Âge
Selon la légende, l'abbaye tiendrait son nom d'un moine de l'abbaye Saint-Jean-de-Réome à Moutiers-Saint-Jean, Sigo (ou Soigne), fils du comte de Mesmont, venu se retirer vers 534 au cœur de la forêt de Cestres, sur le territoire de la commune. Aidé par des brigands repentis, ce dernier aurait fondé un premier établissement sous le patronage de Sainte-Marie. Après sa mort en 581, son nom a été transformé en « Soigne », puis « Seigne », avant de devenir « saint Seine » par référence aux sources proches de la Seine. 
L'activité de l'abbaye est assez méconnue entre les VIe et XIIIe siècles. Bien que le grand réformateur Benoît d'Aniane choisit d'y faire sa profession monastique au VIIIe siècle (il est d'ailleurs élu abbé mais s'enfuit à Aniane, près de Montpellier, vers son pays natal), l'établissement semble connaître une période difficile durant cette période. Saint-Seine a sans doute été réformé à la fin du Xe siècle sous l'impulsion de Mayeul de Cluny et de son discipline Guillaume de Volpiano. 
À partir du XIIIe siècle, l'abbaye de Saint-Seine renoue avec la prospérité. Plusieurs campagnes de travaux sont menées entre 1205 et 1255, notamment sous l'abbé Olivier. De cette période subsistent le chœur et le croisillon nord du transept ainsi que les parties basses de la nef du transept sud. En outre, cette période est aussi marquée par l'apparition de tensions avec les habitants des domaines de l'abbaye ; signe d'une certaine prospérité de l'agglomération environnante.   
Les travaux se poursuivent encore après l'incendie de 1255. Certains abbés ont laissé leurs traces sur l'édifice, à l'image de Guillaume de Vienne (1375-1388) sur la clôture latérale de la chapelle du bras sud du transept et Jean de Chaudenay-Blaisy (1398-1439). sur les clefs de voûte de la sacristie. Enfin, Pierre de Fontette (1439-1484) fait élever la tour gauche de la façade dont la corniche porte un écu à ses armes.    
Comme de nombreuses abbayes, celle de Saint-Seine possédait un moulin ainsi qu'un aménagement hydraulique qui subsistent sur les plans et relevés datant du XVIIe siècle.

### Époque moderne et contemporaine
Sur ces derniers, d'autres bâtiments datant de l'époque moderne apparaissent. Ces derniers correspondraient, au sein de l'enceinte fortifiée, aux logis du chantre et du chambrier. D'autres restaurations et nouveaux aménagements sont effectués sous les abbatiats de Jean-François de Vissac et Louis de Corberon.
Au moment de la Révolution française, l'abbaye ne compte plus que deux moines selon l'ingénieur Guillemot. Les biens ainsi que les édifices sont adjugés respectivement pour 3 875 livres et 27 300 livres. L'abbaye est acquise en 1791 par un certain F. Demorey, demeurant à Val-Suzon, qui revend l'édifice deux ans plus tard à J. Mammert. Ce dernier entreprend la démolition des premiers bâtiments. Le cadastre de 1812 précise l'étendue des destructions : l'ancien chapitre médiéval et les arcades du cloître correspondantes ont disparu, le logis de l'abbé a été supprimé et une partie du corps principal donnant sur le parc a été amputé.  Le 20 octobre 1839, par un acte, la commune achète à J. Mammert le droit de démolir l'aile nord du cloître pour la somme de 3 000 francs. Les démolitions s'arrêtent après la vente de l'abbaye au docteur Ph. Guettet en 1846, lequel, attiré par les vertus de l'eau de Saint-Seine, transforme les bâtiments conventuels en établissement hydrothérapique.
En 1942, la propriété est achetée par les sœurs de la Providence. Ces dernières engagent les architectes Fauque et Drillien en 1974 pour reconstituer partiellement les ailes flanquant le logis de l'abbé. 

## Architecture

### L'église abbatiale
La construction de l'église abbatiale débuta en 1225, sous le ministère de l'abbé Olivier. Un incendie en 1255 détruisit les bâtiments qui ne furent reconstruits qu'aux XIVe siècle et XVe siècle par les abbés Jean de Blaisy et Pierre de Fontette.
Il ne subsiste plus de l'abbaye que l'église abbatiale, de style gothique. La nef est à quatre travées avec des collatéraux. La façade, comportant un porche enserré entre deux tours, est du XVe siècle. Le chœur renferme de remarquables fresques du début du XVe siècle, figurant la vie de Saint-Seine, et des stalles du XVIIIe siècle.
L'église est classée au titre des monuments historiques par la liste de 1862.

### Le cloître
Un nouveau cloître est construit vers 1745 sous l'abbatiat de Pierre de Fontenette pour être en harmonie avec les bâtiments monastiques.

### Les autres bâtiments de l'abbaye

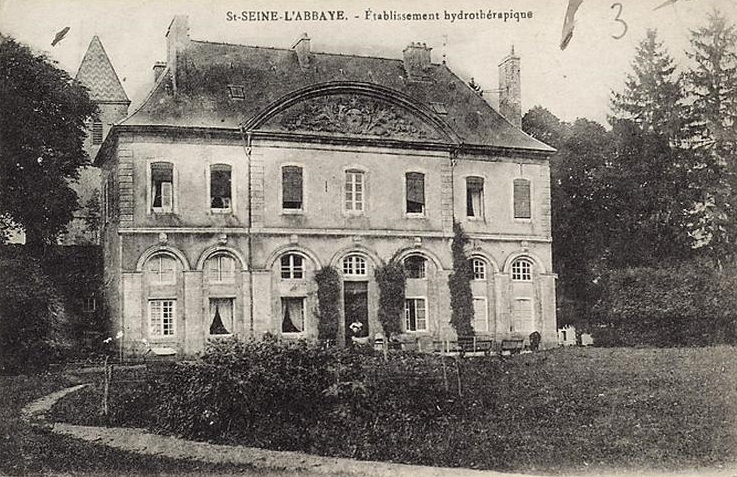
Établissement hydrothérapique dans l'ancien logis de l'abbé commendataire.

Les plans dressés par les mauristes au XVIIe siècle permettent de reconstituer les bâtiments qui constituaient l'abbaye et illustraient la vie quotidienne des moines. À proximité du réfectoire se trouvait un moulin, un grenier, un logis du "meusnier et boulanger" ainsi qu'un vivier. Pour ce dernier, l'eau était captée en amont des bâtiments au lieu-dit les Anglais à 500 mètres plus au sud dans un creux du vallon. 
À l'intérieur de l'enceinte fortifiée (comprenant tours, fossés et porte fortifiée en chicane et à pont-levis) se trouvaient plusieurs bâtiments : les logis du chantre et du chambrier, les dépendances de l'infirmerie ainsi que le logis abbatial datant sans doute de la fin du XVe siècle. Ce dernier a disparu à la suite des reconstructions des XVIIe et XVIIIe siècles.
À l'époque moderne, de nouveaux bâtiments sont construits. Il s'agit d'abord d'un bâtiment à corps central et deux ailes latérales situé entre le cloître et l'ancien rempart, correspond à la résidence de l'abbé commendataire. Ce dernier daterait de la première moitié du XVIIIe siècle, comme l'atteste une plaque apposée sur une des cheminées datée de 1731. À ce premier bâtiment, il faut ajouter une aile construite perpendiculairement à l'axe de l'église. 
À droite de l'entrée de l'église, adossée au perron de l'escalier menant au cloître, une fontaine, dite de « la Samaritaine » bâtie entre 1715 et 1740. L'arrivée d'eau passe par une plaque en fonte en relief représentant Jésus et la Samaritaine, ainsi qu'un autre groupe de personnages. L'eau s'écoule ensuite dans un bassin polygonal en calcaire. Cette fontaine est classée au titre des monuments historiques par arrêté du 22 septembre 1914

## Galerie

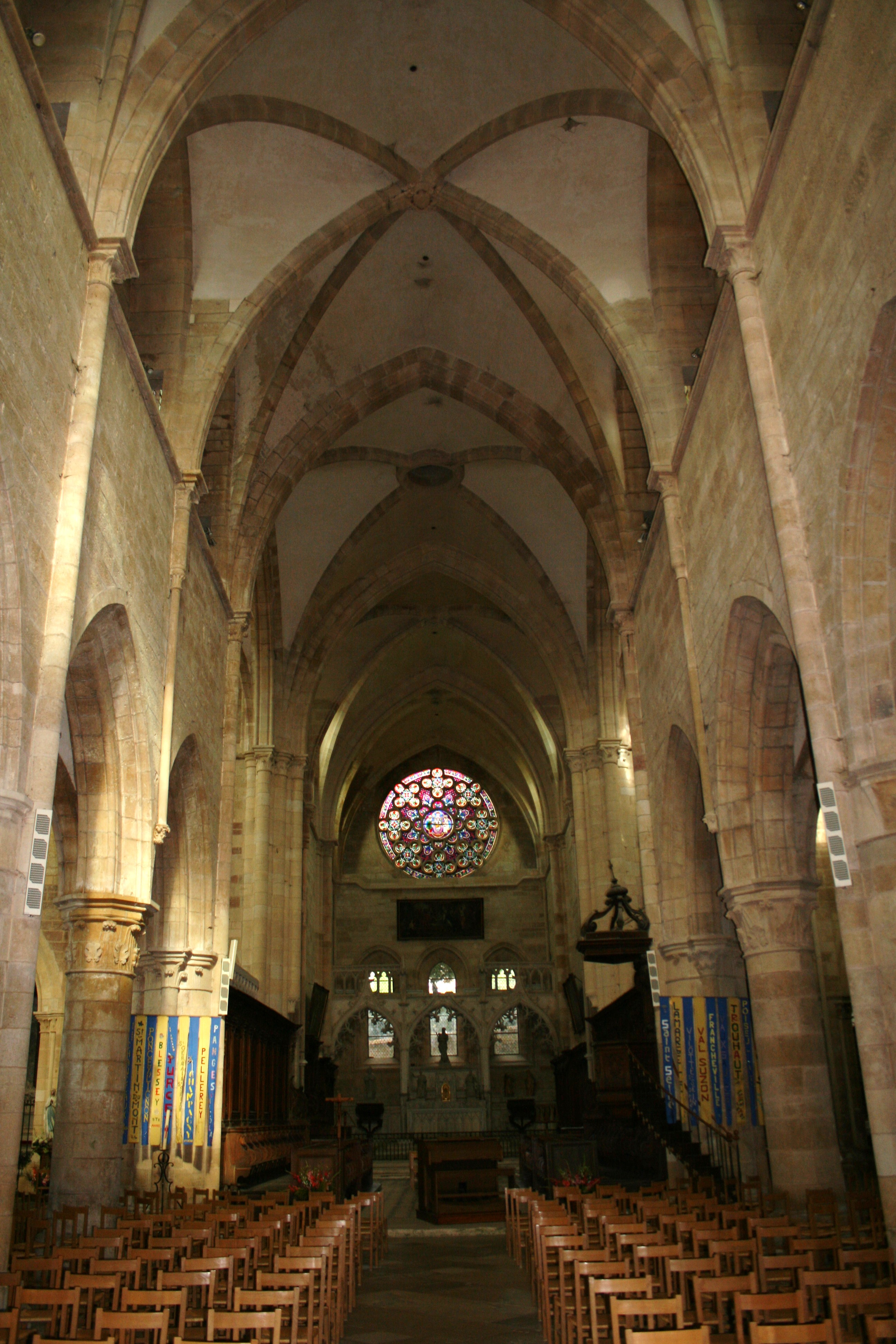
La nef de l'abbatiale.
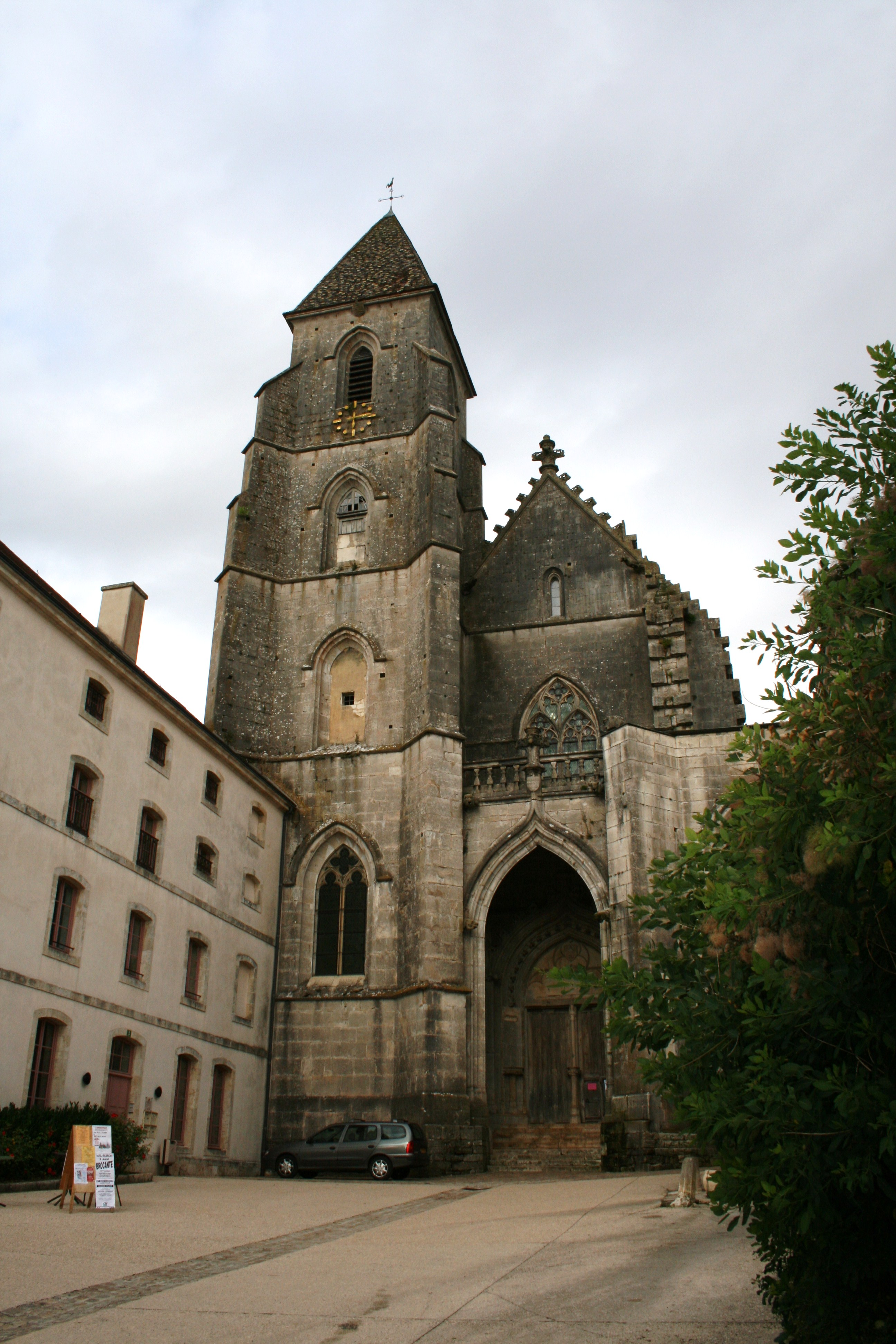
La façade de l'église.
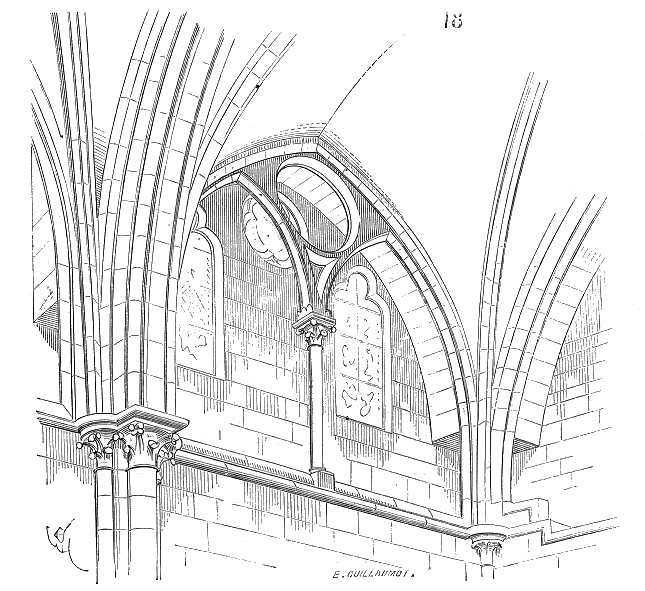
Le triforium de l'église. Dessin d'Eugène Viollet-le-Duc.
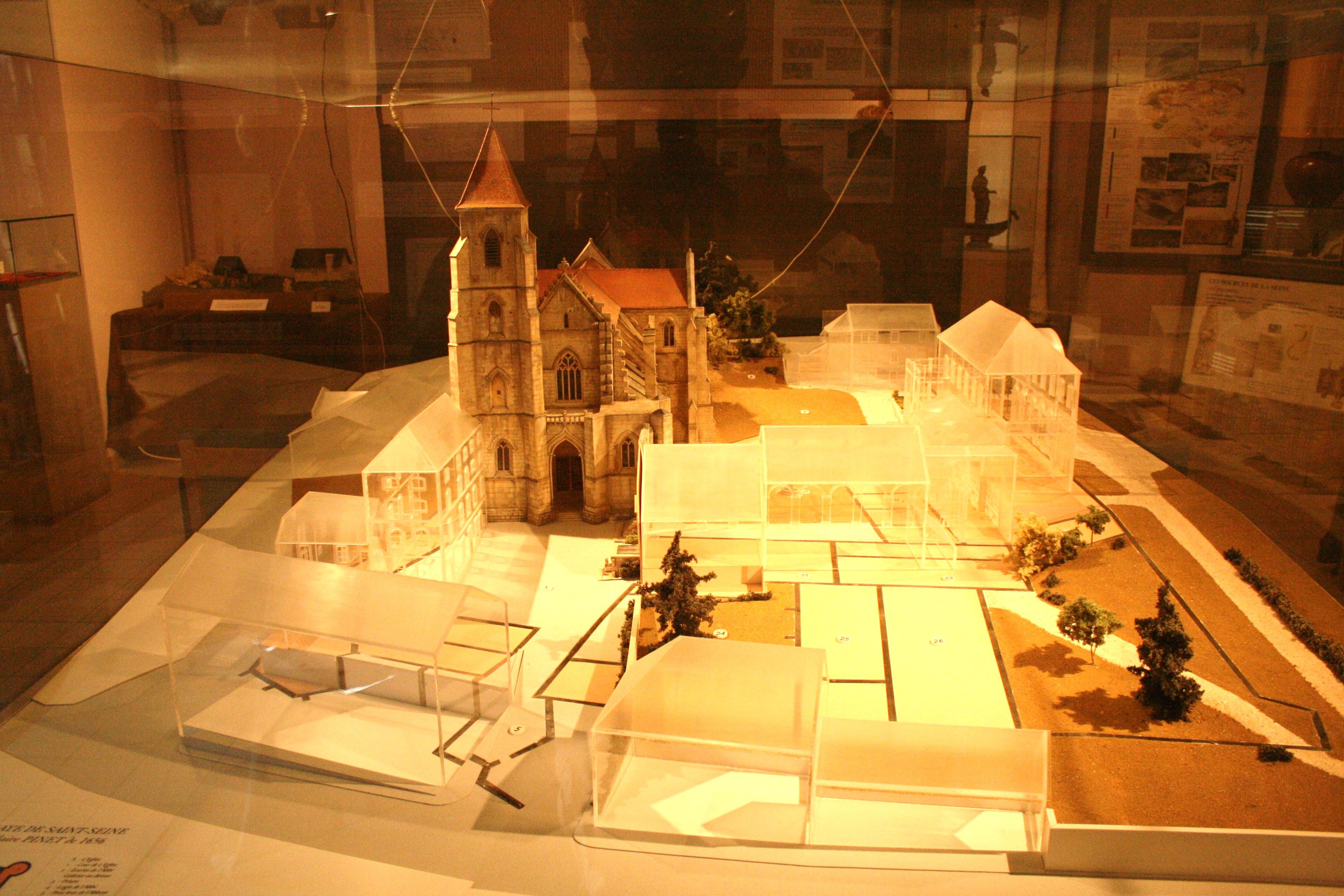
Maquette de l'abbaye.
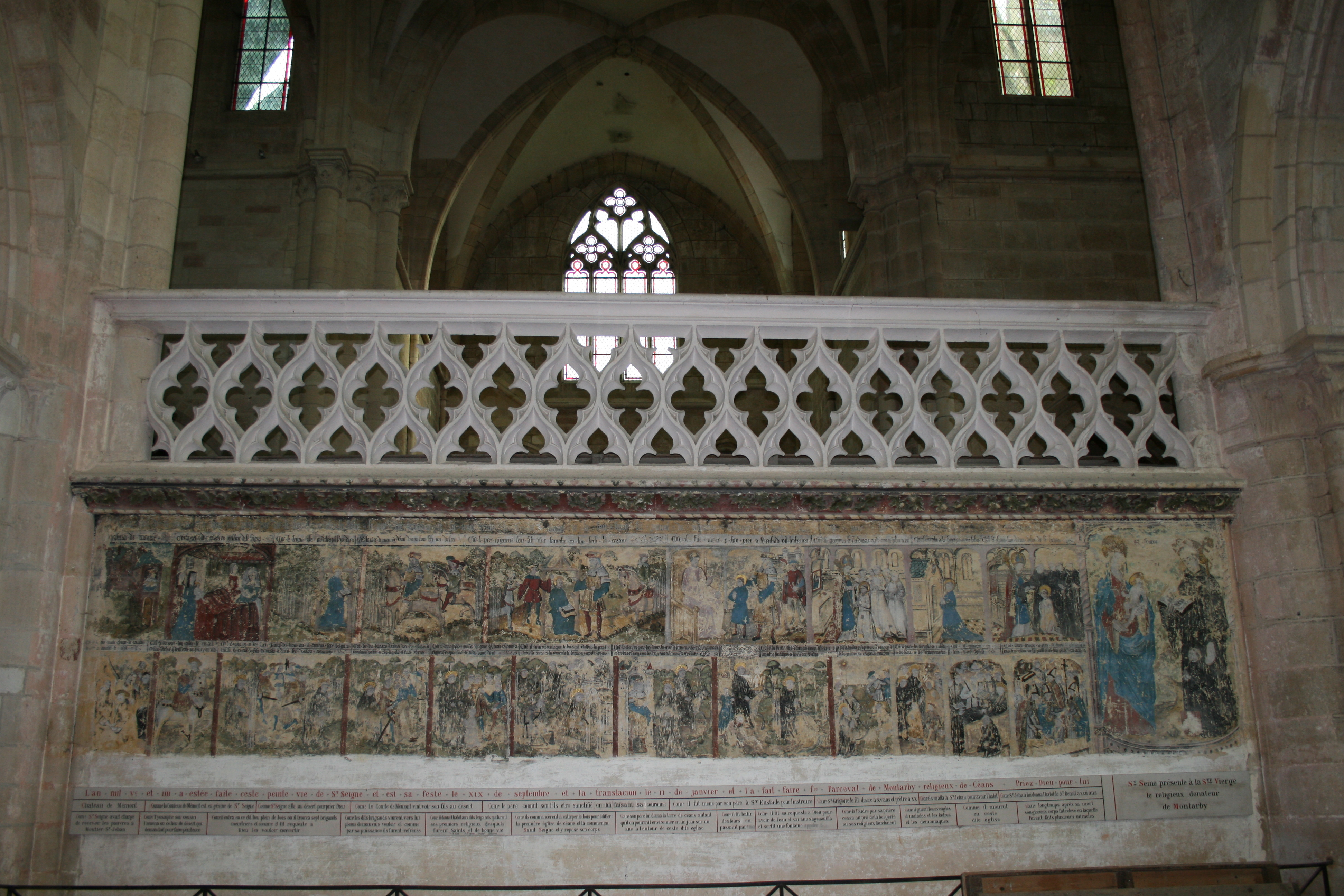
Fresque de la vie de saint Seine.
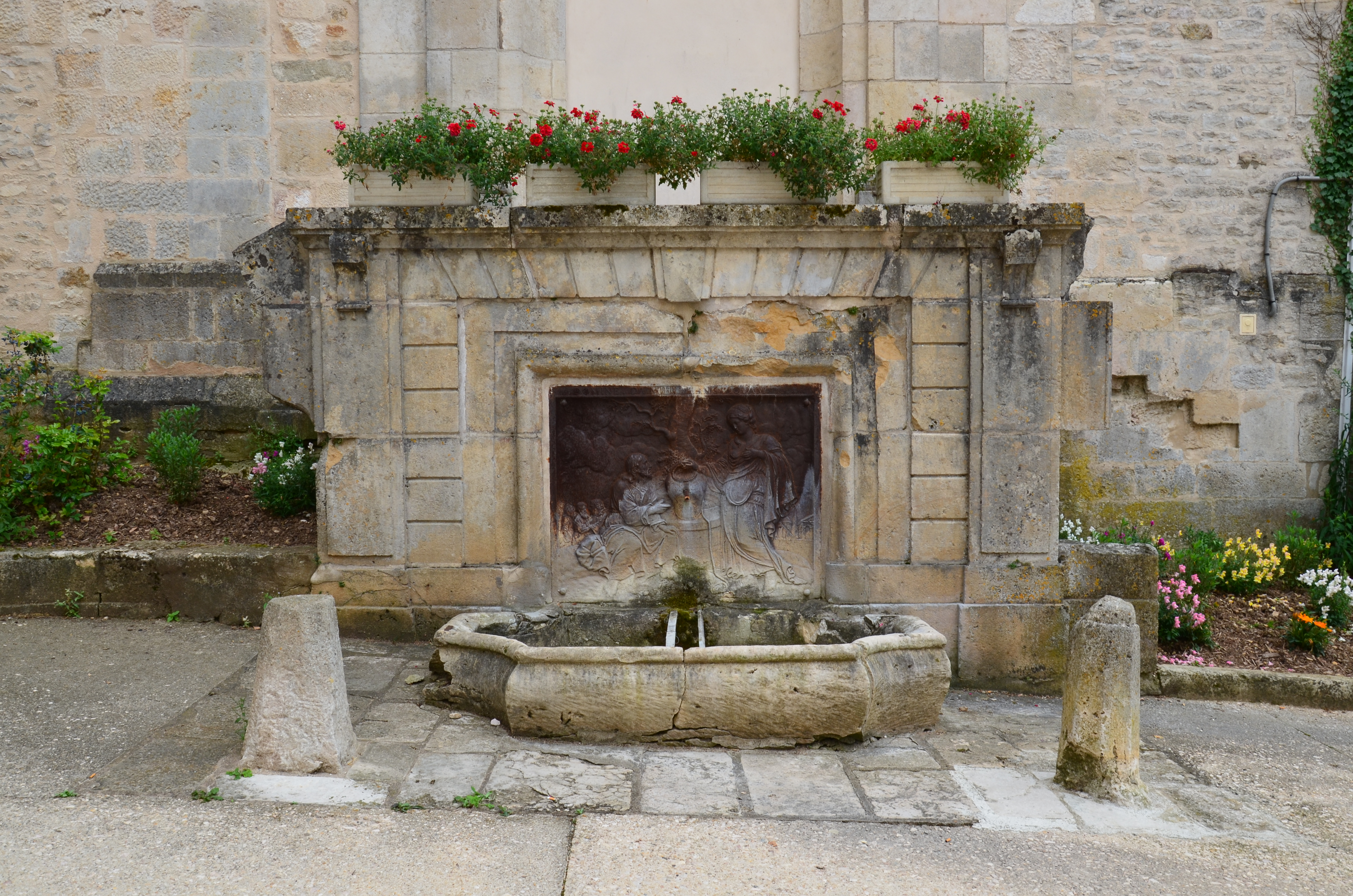
Fontaine de la Samaritaine.

## Abbés
- 534-581 : saint Seine (Sigo de Mesmont)
- 1186 : Nivard de Sombernon-Fontaines, puis abbé de l'abbaye Saint-Bénigne de Dijon[10] de 1204 à 1206, petit-neveu de saint Bernard, mort le 26 avril 1213.
- 1204-1228 : Olivier.
- 1375-1388 : Guillaume de Vienne.
- 1398-1439 : Jean de Chaudenay-Blaisy.
- 1439-1484 : Pierre de Fontette.
- vers 1500 : Pierre II de Fontette, neveu du précédent[11].
- XVIe siècle : Antoine de Vienne.
- 1663 : François-Timoléon de Choisy.
- 1709-1721 : Jean-François de Vissac.
- 1721-1770 : Louis de Corberon.
- 1770-1792 : François de Luzines. C'est ce dernier abbé qui s'était fait construire un hôtel particulier à proximité de l'abbaye, mais en dehors des murs. Il est élu du clergé aux États de Bourgogne et eu un grand projet (1781-1784) de construction de canaux pour joindre le Rhin, la Loire, Dijon et la Saône.

## Religieux et hôtes illustres
- Benoît d'Aniane

## Cartulaire
- Charte LIII : « Garnier de Blaisy, chevalier, fils aîné de Guy, et neveu de Garnier de Fontaines, parent de saint Bernard, ayant eu quelques différents avec les religieux de l'abbaye de Saint-Seine, aux sujets de quelques pâtures et des bois de Panges et de la Baume, termina ces différents par un accord fait en présence d'Alix de Vergy, duchesse de Bourgogne, au mois de septembre 1224[12]. La duchesse y mit son sceau et en donna ses lettres testimoniales. »
- Charte CXIII : « Garnier de Blaisy reprend de fief d'Eudes ou Odon, abbé de Saint-Seine, et lui fait hommage à lui et à sa communauté pour tout ce qu'il possède et tient de lui au finage de Chevannay, au mois de mai 1229, et le fait en présence  de Hugues IV, duc de Bourgogne, qui en donne ses lettres testimoniales scellées de son sceau. »
- Charte CXIV : « Hugues IV de Bourgogne, donne de semblables lettres pour autoriser une donation que le même Garnier de Blaisy fit en 1230 du consentement de sa femme Alix, et de ses filles : Pétronille et Agnès à l'abbaye de Saint-Seine. »
- Charte CCI : « Alix et Garnier de Blaisy son mari  approuvent et ratifient la donation d'un moulin situé à Blaisy, faite à l'abbaye de Saint-Seine, par Gertrude femme de Henri de Salive en 1239, et de ses deux filles Pétronille femme de Guy de Chaudenay, et de d'Agnès, femme de Garnier de Montollot,  parce que la chose donnée relevait d'eux en fief. »

## Terriers, dépendances et revenus

### Seigneuries
- de 1178 à 1255 : seigneurie d'Uncey[13].

### Moulin
- Moulin de Blaisy (1239)[14]

### Terres
- Soussey : l'église (886) et des biens (1181)[15]
- Martrois[15]